# Hans Tavsens Gade
Hans Tavsens Gade er en gade på Nørrebro i København, der går fra Kapelvej i sydøst til Hans Egedes Gade i nordvest. Gaden ligger langs med Hans Tavsens Park, som den hænger løst sammen med på den centrale del, hvor gaden er lukket for biltrafik. Gaden er opkaldt efter den danske gejstlige og reformator Hans Tausen (1494-1561).

## Historie og bebyggelse
Hans Tavsens Gade og den parallelle Skolevej (nu Struenseegade) blev etableret i 1890'erne. Gaden kom til at følge den gamle "frilandskirkegården", der i århundreder havde været brugt til begravelse af folk, der ikke havde råd til en ordentlig begravelse på Assistens Kirkegård ved siden af. Frilandskirkegården blev omdannet til den offentlige Hans Tavsens Park i 1909. Den centrale del af gaden er nu lukket for biltrafik og integreret i parken.
For enden af gaden ligger Hellig Kors Kirke. I 1887-1890 anlagdes Hellig Kors Kirkes Skole, og i 1903 kom Hans Tavsens Gades Skole til. De to skoler var begge tegnet af stadsarkitekten Ludvig Fenger. De blev fusioneret til Blågård Skole i 2008.
De to karréer i nr. 15-25 og nr. 27-37 blev opført af Københavns Kommune i 1919-1920 for at afhjælpe bolignøden efter første verdenskrig. De to karréer blev opført i neoklassisk stil efter tegninger af Povl Baumann og kom senere til at danne forbillede for andre kommunale boligbyggerier.